# Obrium fumigatum
Obrium fumigatum är en skalbaggsart som beskrevs av Holzschuh 1995. Obrium fumigatum ingår i släktet Obrium och familjen långhorningar. Inga underarter finns listade i Catalogue of Life.